# David Gill
David Gill (ur. 12 czerwca 1843 w Aberdeen, zm. 24 stycznia 1914 w Londynie) – szkocki astronom, znany z pomiarów paralaksy Słońca i gwiazd, umożliwiających wyznaczenie odległości Słońca i innych gwiazd od Ziemi, oraz z wczesnego wykorzystania fotografii do stworzenia map nieba.

## Życie i twórczość
Większość swojej kariery spędził w Republice Południowej Afryki. Był dyrektorem Królewskiego Obserwatorium w Kapsztadzie.
Korzystając ze zjawiska paralaksy Marsa określił odległość od Słońca, a także dystansu do niektórych gwiazd. W latach 1879–1907 był królewskim astronomem na Przylądku Dobrej Nadziei. Wykonał tam szczegółowe zdjęcia nieba na obszarze 19° od południowego bieguna nieba. Zdjęcia te wykorzystał Jacobus Kapteyn przy tworzeniu Cape Photographic Durchmusterung – katalogu zawierającego prawie 500 tysięcy gwiazd. Był jednym z pionierów w astrofotografii, a także jednym z pierwszych propagatorów projektu Carte du Ciel.
W 1874 roku poprowadził wyprawę na Mauritius w celu obserwacji przejścia Wenus na tle tarczy słonecznej, a w 1877 roku – kiedy Mars był w opozycji – zorganizował wyprawę na Wyspę Wniebowstąpienia. Wykonane przez astronoma pomiary pozycji Marsa umożliwiły mu obliczenie przybliżonej paralaksy Słońca. W latach 1888–1889 brał udział w programie intensywnych obserwacji wybranych planetoid za pomocą heliometru. Dzięki temu po raz pierwszy wyznaczono paralaksę Słońca (1901) z nowoczesną dokładnością.

## Zaszczyty
W 1899 roku otrzymał Medal Jamesa Craiga Watsona, w 1900 roku Złoty Medal Catherine Wolfe Bruce. Dwukrotnie – w 1882 i 1908 roku – otrzymał Złoty Medal Królewskiego Towarzystwa Astronomicznego.
Na jego cześć zostały nazwane kratery na Księżycu oraz Marsie.